# Elektroantrieb

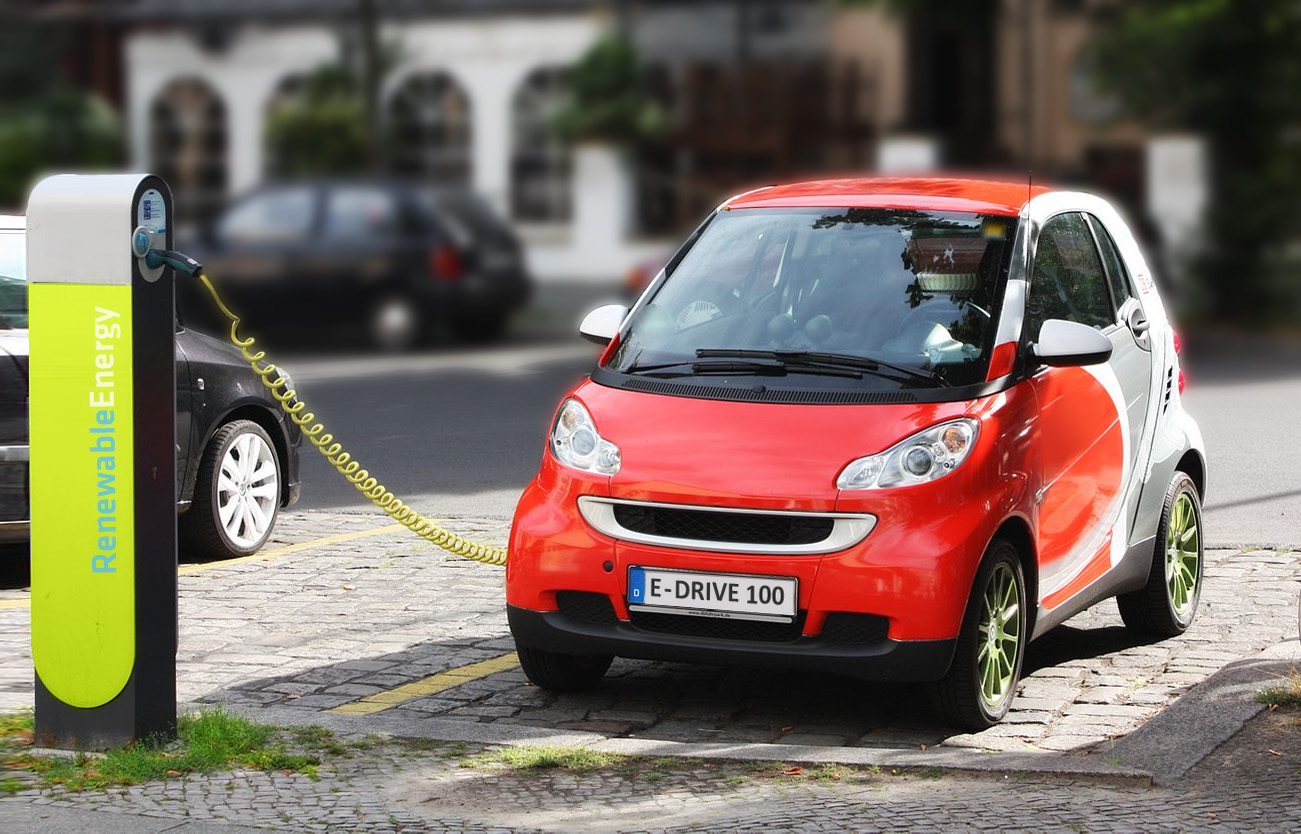
Elektroauto beim Ladevorgang

Ein Elektroantrieb ist ein Antrieb mit einem oder mehreren Elektromotoren, welche von einem Regulierungssystem geregelt werden. Sofern die Motorleistung groß ist, werden zwischen der Regelung und dem Elektromotor (oder den Elektromotoren) elektronische Leistungsstellglieder dazwischengeschaltet. Sie sind dann Bestandteil des Elektroantriebs.
Häufig ist die Regelung des Elektroantriebs in Gestalt einer Drehzahl-, Drehmoment-, Lage-, Geschwindigkeits- oder mehrvariablen Regelung ausgeführt. Dabei können einem Regelkreis ein oder mehrere andere Regelkreise unterlagert sein oder auch nicht.
Für den praktischen Betrieb werden zumeist gesonderte Komponenten für das Ein- und Ausschalten des Antriebs sowie notwendige Sicherungs- und Überwachungseinrichtungen, ferner eine Energiequelle in Form eines Netzanschlusses, eines Generators (etwa in Form einer Brennstoffzelle), einer Traktionsbatterie oder eines Doppelschichtkondensators (etwa in Form von Ultra- oder Supercaps) bereitgestellt.

## Funktionen, Bewegungsaspekte und Steuerungs-Implementierung
Beim Elektroantrieb wird elektrische Energie in mechanische Bewegungsenergie umgewandelt. Dabei kann diese sowohl in eine Drehbewegung als auch in eine lineare Bewegung verwandelt werden (Linearantrieb oder geregelter rotierender Elektromotor mit angeflanschtem Schneckengetriebe). Bei Elektroantrieben sind insbesondere bei Lageregelungen die Elementarbewegungen „Rotation“ und „Translation“ keine gleichförmigen Bewegungen. Vielmehr werden durch die jeweilige Regelung ein oder mehrere definierte Bewegungsabläufe (das heißt Bewegungsmuster in Abhängigkeit von der Zeit) vorgegeben. Bei Drehmoment- und Drehzahlregelung liegen die Dinge zumindest intervallweise anders: in einem bestimmten Intervall kann eine bestimmte Bewegung gleichförmig ausgeführt sein.
Im professionellen Einsatz werden Antriebsregelungen heute digital implementiert. Lediglich im Hobbybereich (etwa im Modellbau) oder in seltenen Fällen im Bereich der Kleinantriebe werden Regelungen noch analog verwirklicht. Hardwareseitig kommen im Falle digitaler Implementierungen Mikrocontroller mit Ein-/Ausgabe-Einheiten mit Analog-Digital- und Digital-Analog-Wandlern sowie Kommunikationsschnittstellen zum Einsatz. Softwareseitig werden Antriebsregelungen in Form von Digitalregelungs-Algorithmen, ergänzende Steuerungen (etwa für Sensoren und Aktuatoren) in Form von Ein-/Ausgabe-Steuerbefehlen und Kommunikationsaustausch in Form von Schnittstellenkommunikationsroutinen verwirklicht.

## Wirkungsgrad und praktische Betriebseigenschaften
Im Vergleich zu anderen Antriebsarten (z. B. Verbrennungsmotor) weisen Elektroantriebe einen sehr hohen Wirkungsgrad auf. Wirkungsgrade bis 99 % sind bei großen Maschinen möglich. Man unterscheidet zwischen Antrieben mit geringerer Leistung (elektrische Kleinantriebe) und jenen höherer Leistung.
Im Leistungsbereich von ca. 900–1.100 Watt haben Elektroantriebe einen Wirkungsgrad von typischerweise 70–90 %. Der Wirkungsgrad kann sich allerdings mit steigender Leistung bis etwa 99 % steigern (Wachstumsgesetze der elektrischen Maschinen). Im Gegensatz zum Benzin- oder Dieselantrieb haben Elektroantriebe ein niedrigeres Eigengewicht, bezogen auf ihre Leistung. Sie erzeugen zudem keine Emissionen und sind zuverlässiger als ihre Kontrahenten. Darüber hinaus können sie durch Abschaltung des elektrischen Netzes in Notfällen sofort gestoppt werden (vorbehaltlich des Auslaufens der rotierenden Massen aufgrund des Trägheitsmomentes).
Der Elektroantrieb zählt zu den geräuschärmsten Antriebsarten und ist extrem wartungsfreundlich.

## Einsatzgebiete

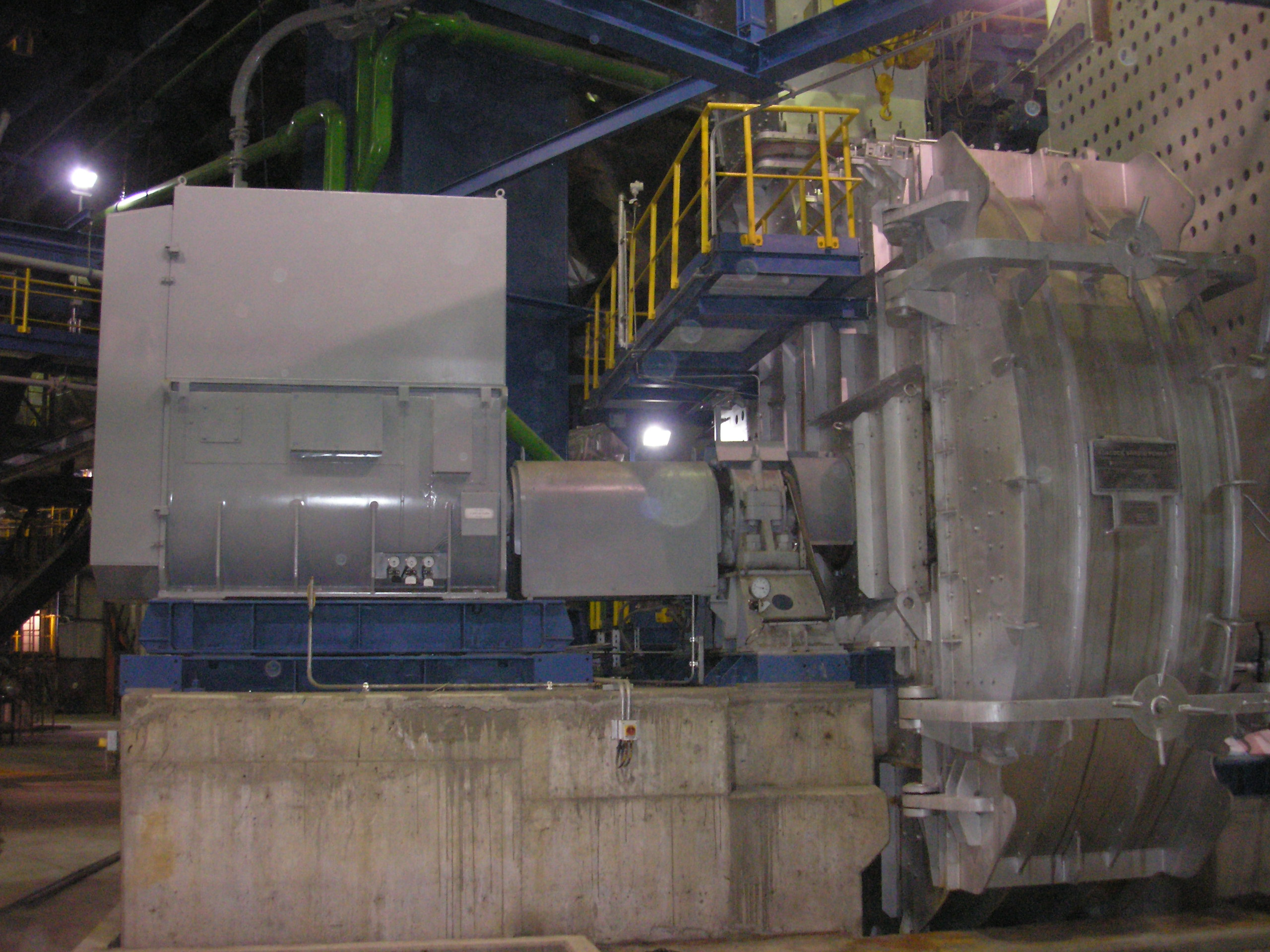
Elektrischer Antrieb der Kohlemühle eines Kraftwerkes. Maschinenleistung: 3 MW. Links: elektrische Asynchronmaschine, 12-pulsige Speisung über Gleichstromzwischenkreis-Umrichter. Rechts: Kohlemühle

Die Einsatzgebiete reichen von Kleinstantrieben mit wenigen Milliwatt Leistung (z. B. Antriebsmotoren für CD-Player) über Mittelleistungsanwendungen (Staubsauger, Küchengeräte) bis hin zu höchsten Leistungen in der Industrie und im Verkehrswesen (Antriebe von Kohlemühlen, Antriebe von elektrischen Zügen, U-Bahnen etc.).
Auch die Möglichkeit, beim Elektroantrieb Solarenergie nutzen zu können, macht den Antrieb vermutlich für die Zukunft unverzichtbar. Elektroantriebe im Transportbereich sind in Bezug auf die Erfolgsaussichten von der Energiebereitstellung zu trennen. Während batterieelektrischen Fahrzeugen (BEVs) außerhalb von lokal operierenden Fahrzeugen (Betrieb im Innenraum oder auf Höfen) bisher kein Erfolg beschieden ist, findet der elektrische Antrieb bei oberleitungsgespeisten Systemen (Oberleitungsbus, Elektrolokomotive), in dieselelektrischen Antrieben, hybrid-elektrischen Fahrzeugen (Hybridantrieb) aber auch Brennstoffzellenfahrzeugen eine weitere Verbreitung. Neue Leistungssprünge in der Akkumulatortechnik, z. B. der Lithium-Ionen-Akku oder der Lithium-Titanat-Akku mit Nano-Technologie, eröffnen im Rahmen der Elektromobilität neue Marktchancen für Elektrofahrzeuge.
Elektromotoren werden bei dieselelektrisch angetriebenen Schiffen schon lange für schwenkbare Schiffsantriebe (Pods) und schnell steuerbare Bugstrahlruder (Thruster) verwendet. Die Stromversorgung erfolgt über Generatoren, die von Verbrennungsmotoren angetrieben werden. Im Rahmen der Energiewende werden seit etwa Mitte der 2010er-Jahre insbesondere im Fährschiffsbereich auch elektrisch angetriebene Schiffe in Dienst gestellt, so beispielsweise die Fähren der FährBär-Serie in Berlin. Auch konventionelle U-Boote werden bei Tauchfahrt elektrisch angetrieben, da bei Benutzung des Verbrennungsmotors sonst enorme Mengen Sauerstoff in Druckbehältern mitgeführt werden müssten. Atom-U-Boote fahren ebenso per Elektromotor. Beschränkungen für Verbrennungsmotoren auf Binnengewässern wegen Lärm und Verschmutzung fördern Elektroboote. Modellflugzeuge und besonders kleine Drohnen-Multikopter fliegen elektrisch.
Der erste Teleskoplader der Welt mit Elektroantrieb wurde 2020 von der Firma JCB lanciert. Mittlerweile werden verschiedenste Baumaschinen auch in elektrischer Ausführung angeboten.

## Geschichte
In der frühen Industrialisierung hat der Elektromotor sehr bald die Dampfmaschine sowie die Wind- und Wassermühlen abgelöst. Dies geschah, sobald die Verteilung der elektrischen Energie zur Verfügung stand. Von Anfang an waren E-Motoren zuverlässiger als die konkurrierenden Antriebe.
Am Anfang war ein Zentralmotor pro Fabrikhalle installiert. Mit langen Transmissionswellen wurde die Drehenergie auf die einzelnen Maschinen verteilt. Der (manchmal mehrere Meter lange) Transmissionsriemen wurde in der Regel bei laufender Welle abgeworfen oder aufgelegt. Hier kam es zu Unfällen. Die weitere Entwicklung machte es möglich, dass jede Maschine ihren eigenen E-Motor bekam. Die Transmissionen verschwanden in kurzer Zeit. Rasch folgte eine Spezialisierung für Sondermaschinen (z. B. Walzwerke) oder explosionsgefährdete Bereiche. Die Anzahl der E-Motoren pro Maschine oder Anlage wuchs stetig. Die Massenproduktion machte den E-Motor kostengünstig.
Derzeit kann man beobachten, dass dem E-Motor nicht nur die Antriebsaufgabe zugewiesen wird, sondern auch die zuverlässige Positionierung von (meist linearen) Maschinenbewegungen. Hierfür werden Servomotoren mit den zugehörigen Steuereinheiten eingesetzt. Zusammen mit den neuen Konzepten zur Steuerung und Automatisierung einer Maschine kann man hier eine stürmische technische Entwicklung beobachten.

### Rekorde
2008 gelang ein neuer Weltrekord, Forscher der ETH Zürich entwickelten in Zusammenarbeit mit deutschen Firmen, Motorenhersteller ATE GmbH und Kugellagerhersteller myonic GmbH ein elektrisches Antriebssystem mit einer Million Umdrehungen pro Minute. Dies ist bisher die höchste Drehzahl, die jemals von einem elektrischen Antriebssystem erreicht wurde.
2015 wurde von Siemens ein neuartiger Elektromotor entwickelt, der bei einem Gewicht von nur 50 Kilogramm rund 260 Kilowatt elektrische Dauerleistung liefert.
2017 stellt ein sechspoliger 44-MW-Synchronmotor von ABB einen Weltrekord bei der Energieeffizienz auf: Er konnte bei Tests einen Wirkungsgrad von mehr als 99 % erreichen.